# Hibiscus

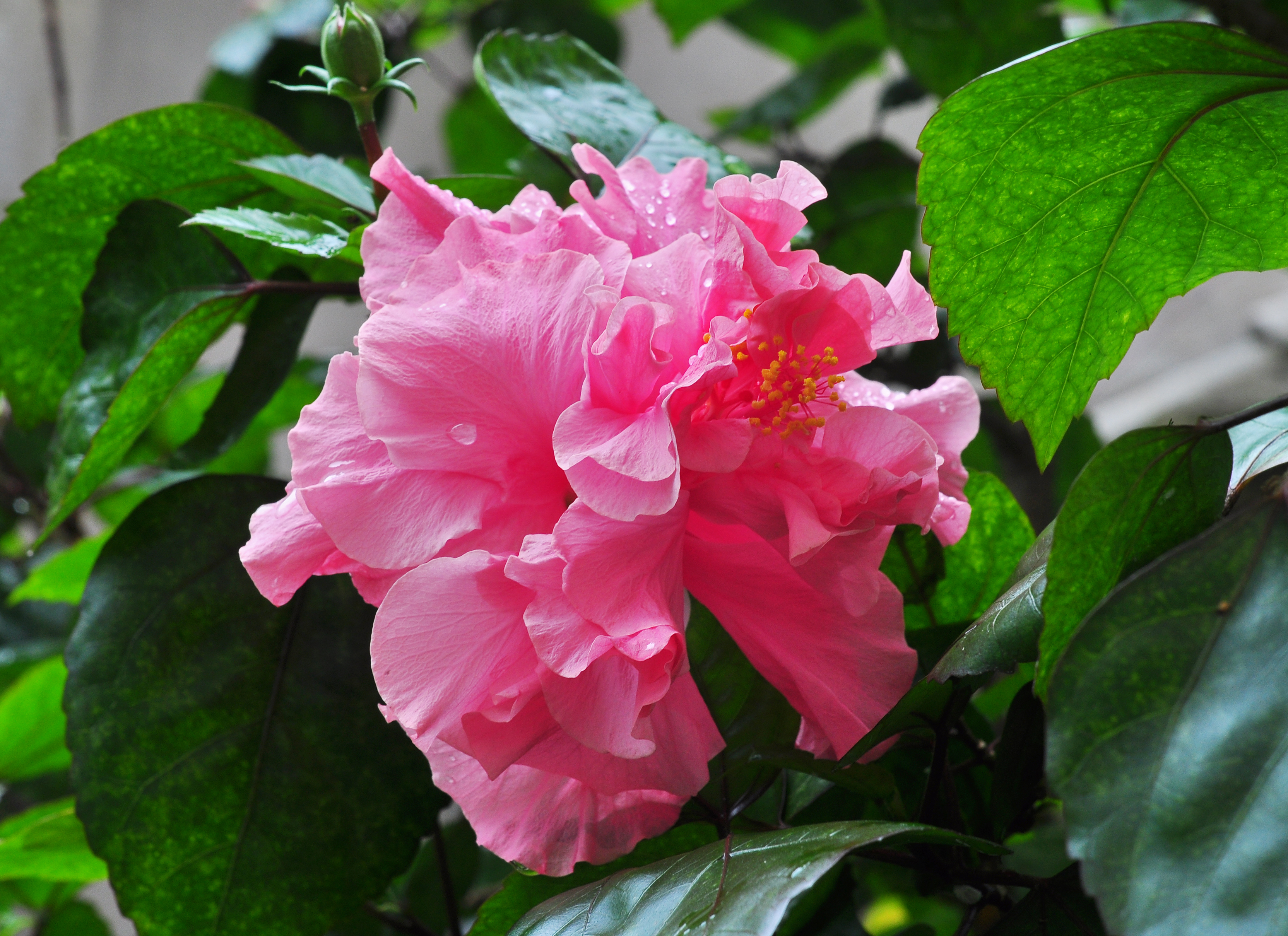
Hibiscus rosa-sinensis var. 'Double Psyche' de flor doble.

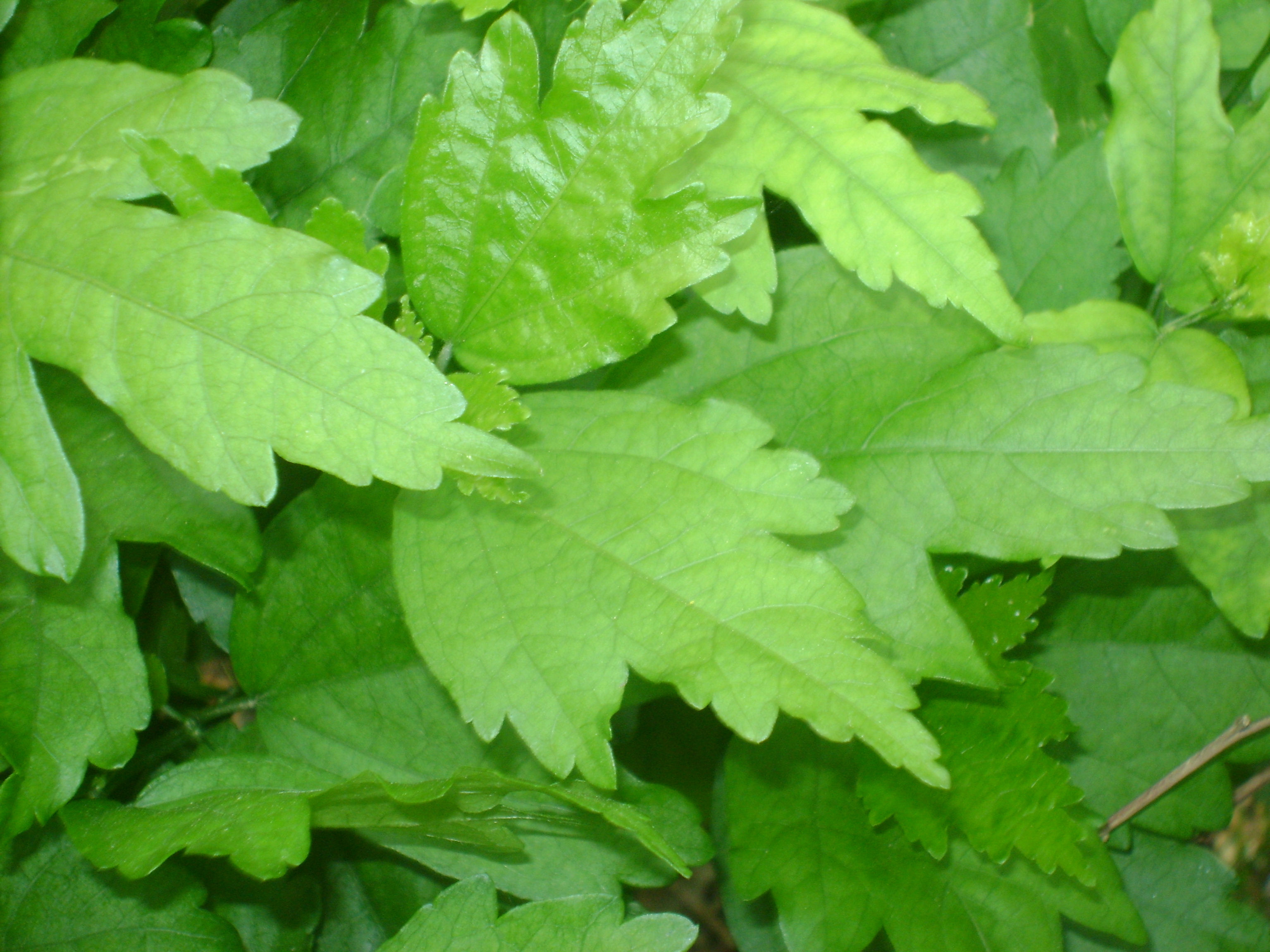
Hojas de Hibiscus syriacus.

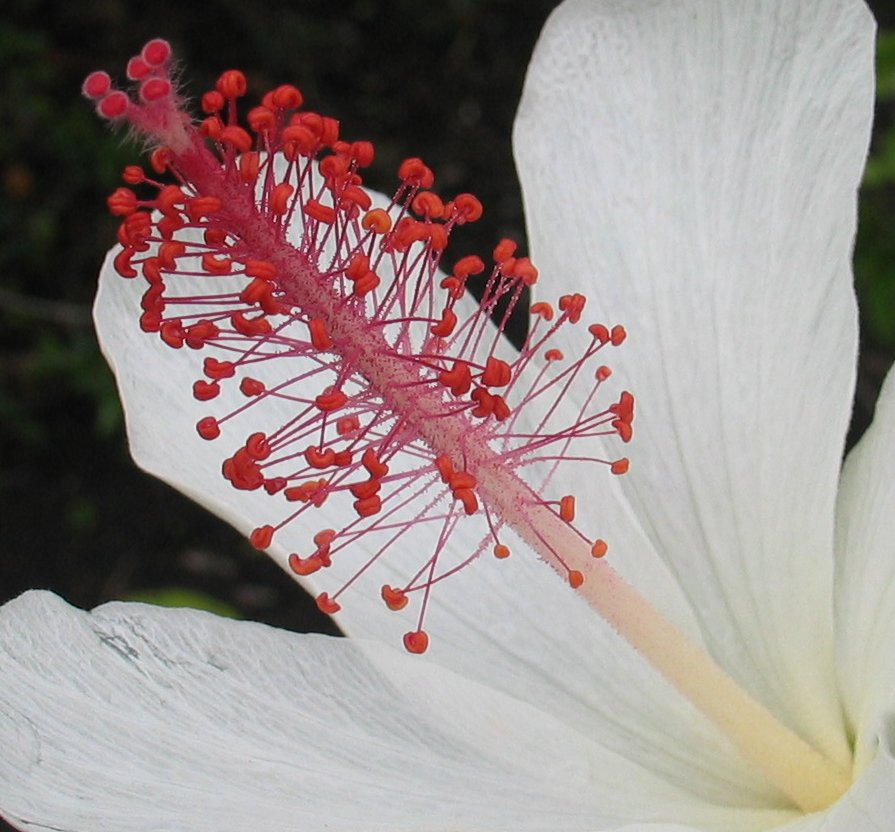
Columna estaminal en un Hibiscus waimeae.

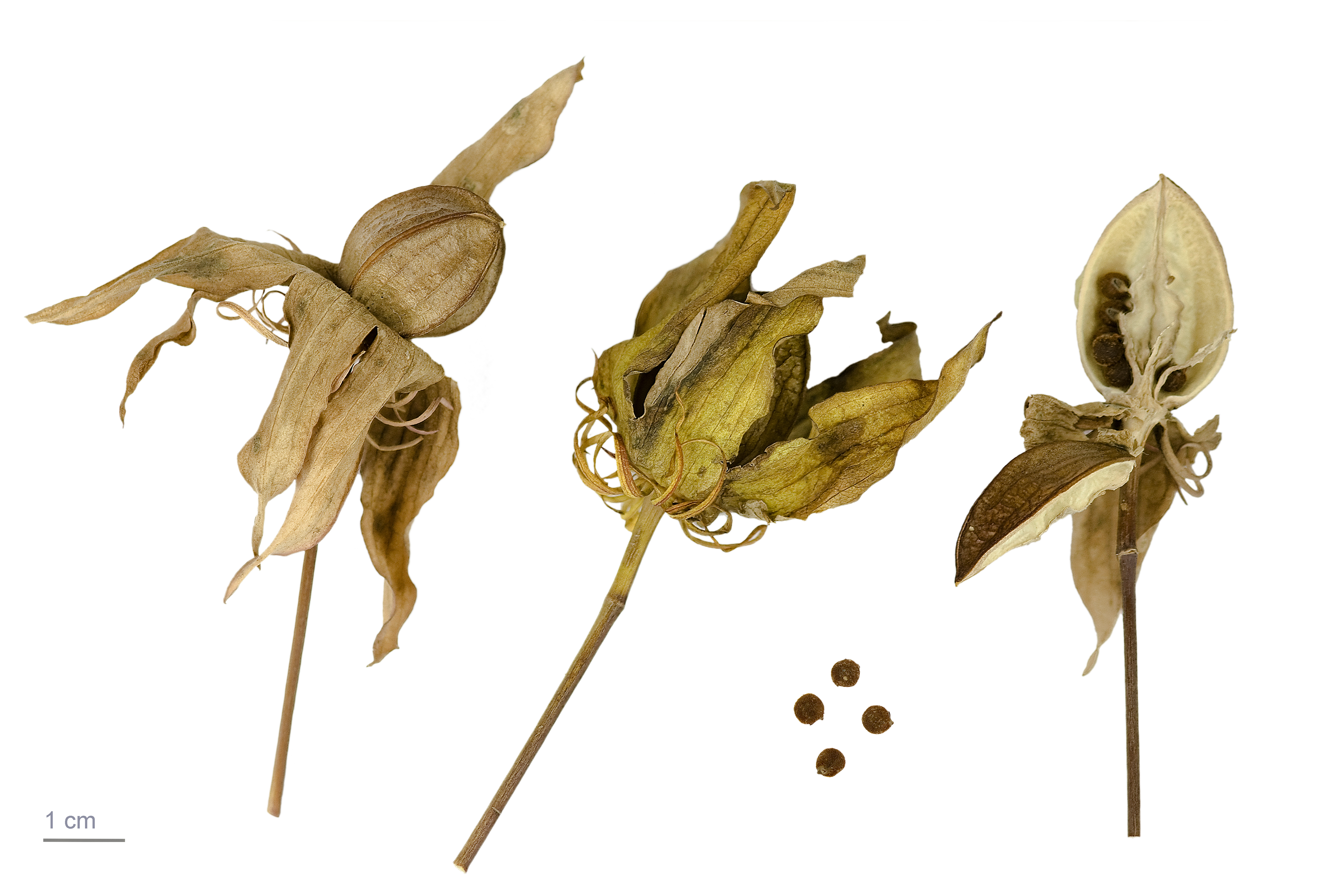
Semillas de Hibiscus coccineus.

Hibiscus es un género de unas 150 especies aceptadas, de las más de 1000 descritas, de la familia Malvaceae, originarias de las regiones tropicales y subtropicales.

## Descripción
El género consta de especies herbáceas, tanto anuales como perennes, arbustos y árboles de pequeño porte. Las hojas son alternas, simples, de ovadas a lanceoladas, a menudo con margen serrado o lobulado. Las vistosas flores, suelen ser solitarias (en algunas especies surgen en panículas, racimos o corimbos), de forma acampanada, con cinco pétalos (o más en las variedades dobles) de gran tamaño (más de 15 cm de diámetro), con colores variados dependiendo de la especie. Sus estambres se agrupan en una columna estaminal sobre el estilo, característica de las malváceas. El fruto es una cápsula que contiene varias semillas en cada lóculo.
De las especies de hibisco se alimentan las larvas de algunos lepidópteros, como Chionodes hibiscella o Hypercompe hambletoni.

## Distribución
El género se distribuye por las zonas templadas, subtropicales y tropicales de todo el mundo, con un origen centrado principalmente en el sureste de Asia. 

## Usos
Algunas especies se cultivan como ornamentales por sus llamativas flores, como Hibiscus rosa-sinensis o H. syriacus.
H. cannabinus, conocida como kenaf, se usa para obtener fibra.
H. sabdariffa se usa como verdura y para elaborar infusiones de hierbas y mermeladas (en especial en el Caribe). En algunas zonas de Latinoamérica es bastante popular la bebida conocida como "agua de Jamaica", elaborada a partir de los cálices de esta especie. De la misma forma, se puede usar como agua caliente, haciendo "té de hibiscus" o "té de flor de Jamaica". En Egipto y Sudán se utilizan los pétalos para hacer una infusión llamada carcadé.[cita requerida]
H. trionum es una adventicia en cultivos de regadío.

## Taxonomía
El género fue descrito por Linneo  y publicado en Species Plantarum  2: 693, en el año 1753. La especie tipo es Hibiscus syriacus L.
Etimología
Hibiscus': nombre genérico que deriva de la palabra griega:
βίσκος ( bískos ), que era el nombre que dio Dioscórides (40-90 d. C.)  a Althaea officinalis.